# Postimpresionizam
Postimpresionizam (post- + impresionizam) je stilski pravac u umjetnosti s kraja 19. st., kojeg oblikuju umjetnici koji su se razvili iz impresionizma, ali koji su otišli dalje u svojim stremljenjima. Nova generacija umjetnika koja je slijedila različite, originalne i individualne putove. Naziv je 1910. uveo engleski kritičar Roger Fry izložbom Manet i postimpresionisti na kojoj je prikazao da postimpresionizam nije određena škola, smjer ili zajedničko umjetničko stajalište, već individualan izraz slikara koji su tražili nove mogućnosti.

## Postimpresionisti

### Georges Seurat
U slici kao što je Nedjeljno popodne na otoku Grande Jatte (1884-86), Georges Seurat (1859-1891) je odveo impresionističku tehniku slikanja u jedan znanstveni pristup, koristeći samo male točkice osnovnih boja. Točke koje tvore različite dijelove slike – travu, vodu, odjeću – nisu jednobojne, nego proračunata mješavina različitih boja tako da daju sjajnu boju ili profinjene sjene. 
Ova tehnika slikanja nazvana je pointilizam ili divizionizam, ali Seurat je koristi na sasvim različit način od impresionista. On stvara čvrste, točno određene oblike i dojmljivo izveden opći dizajn. Mirno obiteljsko ladanje sa slike Grande Jatte posjeduje trajnu kvalitetu koja je suprotna "uzgrednom" i "nesmišljenom" pogledu Moneta. U potrazi za boljim nazivom, Seurata i njegove sljedbenike nazivali su "Neo-impresionisti".

### Vincent van Gogh
Život umjetnika Vincenta Van Gogha (1853. – 1890.) postao je dijelom moderne legende o umjetnicima. Sin Nizozemskog propovjednika, bio je jako usamljen, uznemiren čovjek koji nije uspijevao pridobiti bilo kakvu afirmaciju od svijeta – bilo od žena, bilo kao evanđelista u Belgijskom rudarskom selu, bilo kao umjetnika. Počeo je da se pronalazi tek u svojim 30-tim godinama; a poslije u jednom od svojih povremenih napada ludila upucao se u 37 g. života. 
Skoro sve slike na kojima počiva njegova slava naslikane su u posljednje tri godine njegova života na Francuskom jugu u Arlesu. Portret Dr. Gacheta ili njegov Autoportret (1889.) je tipičan u intenzivnim bojama, pojednostavljenim oblicima i vijugavim linijama koje daju dojam duboke uznemirenosti tužnom i razočaranom doktorovom licu. Van Goghova umjetnost je vizionarska umjetnost u kojoj suncokret, stolica, zvjezdano nebo ili more kukuruza sjaju čudnom životnošću iako su viđeni očima čovjeka čiji je um bio zasjenjen više ludilom nego razboritošću. Kao umjetnik, Van Goghova originalnost najviše leži u njegovoj upotrebi boje koju je nanosio u gustim i trzavim potezima kista, nekad tako izrazito da boja stoji na slici kao kakav visoki reljef. "Kiparske" kvalitete slike, na koje je prvi ukazao Van Gogh, bit će kasnije radikalno iskorištene od brojnih umjetnika 20tog stoljeća.

### Paul Gauguin
Legenda o Van Goghu je komplementarna onoj o njegovom prijatelju Paulu Gauiguinu. Paul Gaugin (1848. – 1903.) je bio trgovac dionicama koji je napustio sve u 35 godini kako bi se posvetio slikanju. Odbacio je ugledno otmjeno društvo za posljednju iskonsku, nedirnutu civilizaciju primitivnih 
naroda južnih mora. Gauguinova umjetnost nema ništa od Van Goghovog nasilnog izričaja, on slika jedan idealiziran, nestvaran i poetski svijet koji nazivamo "simbolizam". 
Npr. njegova slika Vizija poslije mise (1888) predstavlja seoske žene na istoj plohi s vizijom anđela koji se bori s Jakovom, sve pojednostavljeno i plošno. Želio je uhvatiti jednostavnu, direktnu vjeru tih jednostavnih ljudi, dok su mu boje jake i nestvarne te simboliziraju viziju. Njegove žene s Tahitija su enigmatske figure, plošno prikazane i definirane tamnim obrisima. Gauguin je volio nataknuti kako njegove slike nose duboke istine o životu, obično im davajući uzbudljive nazive. 
Nikad više je djelomice književni refren koji krešti gavran u pjesmi Edgara Allana Poea ističući krajnju odvojenost od mrtve ljubavi. Gauguin je čak stavio vranu u sliku. On je bio i dekorativniji umjetnik od svojih prethodnika. Znao je ispuniti plohe raznim biljkama tvoreći uzorke linija tvoreći prijelaze od ženskog tijela do okoline. Na slici Nikad više ili Odakle dolazimo? Što smo? Kamo idemo? (1897.) sve je ovo čarobno uklopljeno. Dekoracije samo ističu našu nelagodnu svjesnost djevojkine bolesti, a bliski zidovi i likovi koji su se spojili s pozadinom stvaraju tešku atmosferu tihih tajni.

### Paul Cézanne
Paul Cézanne (1839. – 1906.) je kao i Seurat, Van Gogh i Gauguin počeo kao Impresionist. U 1870-tim on je usvojio impresionističke tehnike i izlagao je s njima, ali postao je nezadovoljan načinom na koji su impresionisti u svojim slikama razlagali čvrste predmete jakim svjetlima. Vratio je se da živi u svoj rodni Aix, i u 1880tim razvio revolucionarni pristup slikanju koji je bio neprepoznat sve do nekoliko godina prije njegove smrti 1906. g. 
U slikama kao što je Mali most, Mennecy zadržao je svijetle boje impresionističke palete ali ih koristi da istakne čvrstoću stvari. Odrazi u vodi su podjednako čvrsti kao drveće ili sam most. Oslikani su jasnim potezima koji pojačavaju konkretnu stvarnost površine i forme slike, ne stvarajući nikakvu iluziju. Cézanne polazi od prirode stvari, a ne od utiska o stvarima (kao impresionisti). Suština njegovog pristupa prirodi je u tome da je sve u prirodi oblikovano prema geometrijskim tijelima – stošcu, lopti i valjku. Ovo nije dekorativnost ekspresionizma, nego otkriće strukture stvari. Više od bilo kojeg umjetnika, Cézanne će utjecati na rad umjetnika ranog 20 st.

### Henri de Toulouse-Lautrec
Henri de Toulouse-Lautrec (1864. – 1901.), fizički patuljak, umjetnički veliki talent, vodio je razuzdan život u noćnim barovima i bordelima Pariza. On je tehnikom litografije stvarao plakate koji hvataju pozornost gledatelje i prenose mu informacije u samo nekoliko sekundi gledanja. 
Npr. na plakatu predstave Divan Japonais (Japanska diva) je iskoristio dvodimenzionalni tretman, velike plohe jedne boje i jake efekte uzoraka koje je zapravo preuzeo iz Japanskih drvoreza. Japanska umjetnost je i prije, u 1850-im, utjecala i na Degasa i Maneta. Bio je majstor prenošenja pokreta i atmosfere uz samo nekoliko poteza kista ili pera. Lautrec je koristio slične tehnike da prikaže duh pariškog života 1890-ih. Slikao je glazbene kavane i kabarete, dvorane i njihove zvijezde izrazitog karaktera (čak iskarikirane), cirkus, bordele i hipodrome. 
Na slici Moulin Rouge (1895.) uhvatio je atmosferu veselja i tjeskobe na takav način da pomislimo kako je umjetnik ovaj noćni klub smatrao za mjesto zla.

## Galerija slika
- Georges Seurat, Kupači kod Asnièresa, 1884., ulje na platnu, 200x300 cm, Nacionalna galerija,London.
- Vincent van Gogh, Soba u Arlesu, 1889., ulje na platnu, 72x90 cm, Pariz
- Odilon Redon, Kiklop, ulje na platnu.
- Paul Sérusier, Talisman
- Henri de Toulouse-Lautrec, Divan Japonais, 1892.-1893., litografski plakat, 80,8 × 60,8 cm.
- Henri de Toulouse-Lautrec, Ispijači absinta, 1891., ulje na platnu, 53,5 × 68 cm, Boston
- Henri de Toulouse-Lautrec, Kvadrila u Moulin Rougeu, 1892., ulje na kartonu, 80 × 60,5 cm, Washington (D.C.)
- Paul Cézanne, Kartaši', ulje na platnu, 1892.-1893., 97x130 cm, privatno vlasništvo
- Mihail Vrubelj, Demon koji sjedi, 1890., 114 × 211 cm, Galerija Tretjakov, Moskva
- Edvard Munch, Krik, 1893., ulje, tempera i pastel na kartonu, 91 × 73,5 cm, Nasjonalgalleriet, Oslo
- Paul Gauguin, Odakle dolazimo? Tko smo? Kamo idemo?, 1897., ulje na platnu, 29,2 × 60 cm, privatno vlasništvo
- Paul Cézanne, Planina Sainte-Victoire, 1904., ulje na platnu, 70 × 92 cm, Philadelphia
- Henri Rousseau, San, 1910., ulje na platnu, 205x299 cm, MOMA, New York.

## Vanjske poveznice
- Hecht Museum  Arhivirana inačica izvorne stranice od 14. lipnja 2008. (Wayback Machine)